# Суринамская вишня
Сурина́мская ви́шня, или Пита́нга, или Евге́ния одноцветко́вая (лат. Eugēnia uniflōra) — плодовое дерево; вид рода Евгения семейства Миртовые.

## Ботаническое описание

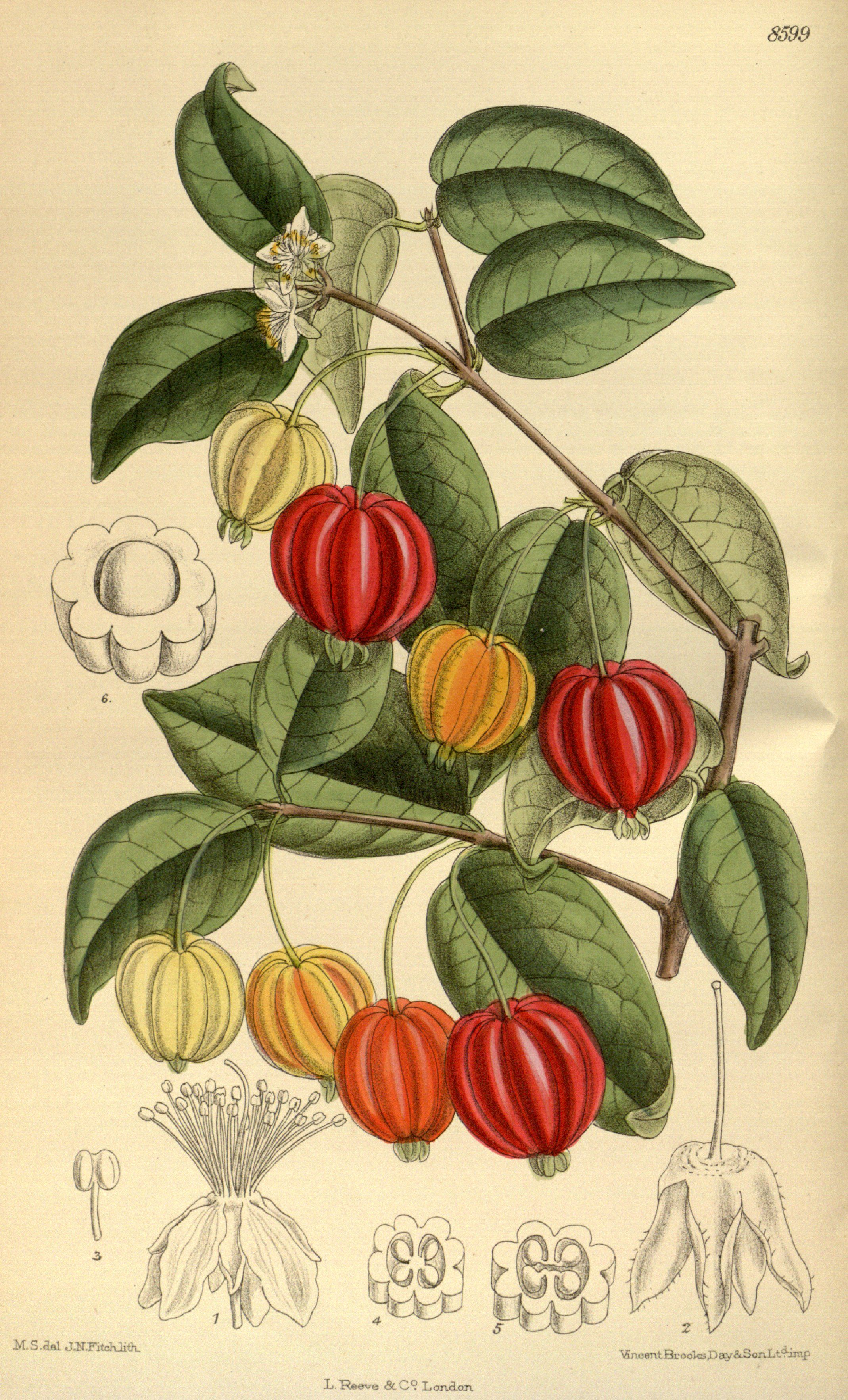
Ботаническая иллюстрация из Curtis's Botanical Magazine, vol. 141, 1915

Дерево высотой до 7,5 м с длинными, часто дугообразно свисающими ветвями.
Листья овально-ланцетовидные, остроконечные, длиной 4—6 см, ароматные. Расположены супротивно. Верхняя сторона листовой пластинки тёмно-зелёная, нижняя более светлая. Молодые листочки имеют красноватую окраску.
Цветки мелкие, с четырьмя чашелистиками и четырьмя белыми лепестками расположены поодиночно или по нескольку штук в пазухах листьев.
Плод — ребристая ягода диаметром 2—4 см с семью — десятью продольными рёбрышками. Цвет плода изменяется по мере созревания от зелёного к жёлто-оранжевому, а затем ярко-красному или тёмно-бордовому. Кожура тонкая, мякоть красная, по консистенции похожая на вишню, кислая или кисло-сладкая на вкус, с горчинкой. Сок из ягод имеет хвойный привкус. Плод содержит одно-три твёрдых семени, очень горьких, несъедобных.

## Распространение
Суринамская вишня встречается как в диком виде, так и в культуре в Суринаме, Гайане, Французской Гвиане, Бразилии, Парагвае и Уругвае. В настоящее время натурализована и выращивается также в Колумбии, Венесуэле, Центральной Америке, Индии, Южном Китае, на Антильских островах и на Филиппинах, в Израиле.

## Использование

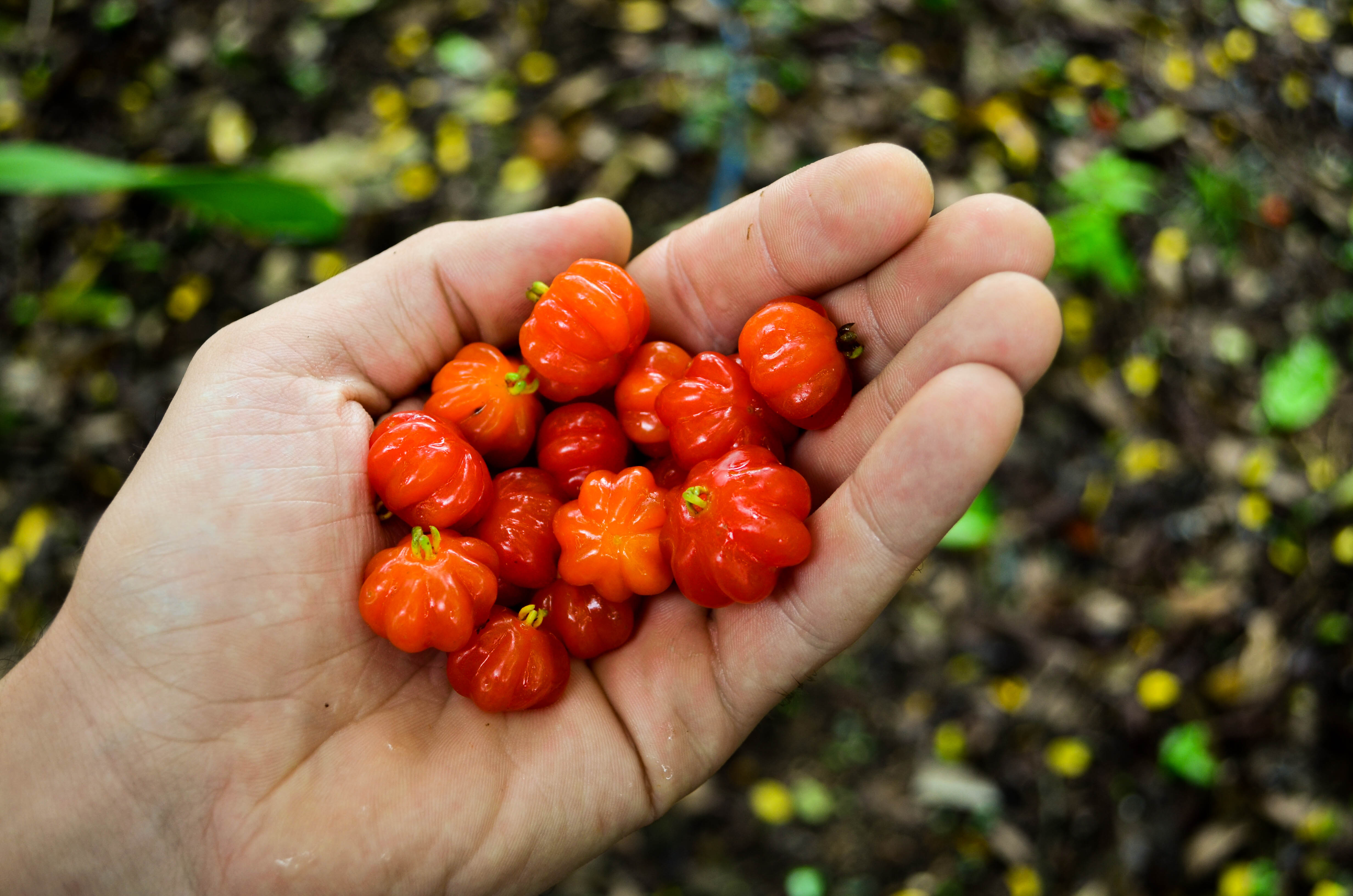
Собранные плоды

Плоды суринамской вишни богаты витамином C. Их едят в сыром виде, используют в начинку для выпечки, консервируют. Для удаления горьковатого привкуса удаляют косточки, засыпают плоды сахаром и ставят на несколько часов в холодильник.
Благодаря красивым плодам суринамскую вишню часто сажают в качестве декоративного растения.